# Yeon-ae gyeolhon
Yeon-ae gyeolhon (연애결혼?), noto anche con i titoli internazionali Matchmaker's Lover e Love & Marriage, è un drama coreano del 2008 scritto di In Eun-a e diretto da Kim Hyung-sook.

## Trama
Lee Gang-hyeon gestisce su commissione matrimoni "organizzati", in cui spesso gli sposi nemmeno si conoscono, e ciò la porta a pensare costantemente a desiderare una relazione da sogno; dopo aver subito una truffa la donna decide di cambiare lavoro, facendola approdare in un'agenzia che si occupa di far risposare persone che hanno alle spalle un divorzio. Park Hyeon-soo è invece un avvocato divorzista, con alle spalle un doloroso divorzio a sua volta: l'uomo non ha superato il fatto che la moglie lo abbia lasciato, ma è costretto ad aiutare persone che hanno i suoi stessi problemi.